# Koda Kumi
Koda Kumi  (倖田 來未?, Kōda Kumi), pseudonimo di Kumiko Kōda (倖田 來未子?, Kōda Kumiko; Kyoto, 13 novembre 1982), è una cantante e ballerina giapponese.

## Biografia

### Gli inizi
Koda Kumi cominciò a prendere lezioni di balletto all'età di tre anni. La madre era una suonatrice di koto e una cantante, la sorella minore è anch'essa una cantante, che utilizza lo pseudonimo Misono. Koda Kumi iniziò a cantare all'età di sette anni, facendo molti provini. Quando frequentava il liceo fece un provino insieme a Maki Gotō, cantante della terza generazione delle Morning Musume., ma non riuscì ad essere selezionata. Successivamente partecipò a un'audizione della Avex e ottenne un contratto con la Rhythm Zone, sottoetichetta della casa discografica giapponese.

### I primi flop
Nel 2000 fece il suo debutto, incidendo il singolo Take Back, che non ebbe il successo sperato e non entrò nelle classifiche musicali giapponesi, arrivando però negli Stati Uniti d'America alla diciottesima posizione della classifica stilata dal Billboard Magazine Hot Dance Music. Anche il singolo successivo, intitolato Trust your love, non entrò a far parte dell'Oricon, la classifica musicale giapponese, ma ottenne la trentanovesima posizione della Billboard's Hot 100 Singles Charts e raggiunse il primo posto della Billboard's Hot Dance Maxi Singles Music Charts. Seguirono altri due singoli, che si rivelarono un flop sia in Giappone che negli Stati Uniti.
Nel dicembre 2001 uscì il singolo The Meaning of Peace, duetto con la cantante sud coreana BoA, realizzato per commemorare le vittime degli attentati dell'11 settembre 2001, seguito dal primo album, intitolato Affection, che non riuscì ad entrare nella classifica Oricon. Successivamente la cantante asserì di non essersi impegnata molto nella realizzazione del suo primo album, visto solo come un'occasione di visibilità per la sua carriera. Il primo singolo ad entrare nelle classifiche Oricon fu Love Across the Ocean, che si posizionò al diciannovesimo posto.

### Il successo
Il successo giunse nel 2003, con il singolo Real Emotion/1000 no kotoba. Le due canzoni presenti nel singolo, Real Emotion e 1000 no kotoba furono utilizzate come tema musicale del celebre videogioco Final Fantasy X-2, mentre il singolo raggiunse la terza posizione dell'Oricon. Per il videogioco la cantante si prestò anche come attrice, per il motion capture di Yuna, e doppiò il personaggio di Lenne.
Il secondo album, Grow Into One, fu un discreto successo, vendendo oltre 190 000 copie, mentre il tredicesimo singolo, Kiseki, riscosse un buon successo in Giappone, divenendo presto una hit. Nel febbraio 2005 uscì il quarto album, Secret, che si piazzò alla terza posizione della Oricon Top 200 Charts.
Nel settembre 2005 uscì il primo best album della cantante, intitolato Best: First Things, che si rivelò un ottimo successo vendendo quasi due milioni di copie, rimanendo in classifica per quattro mesi, raggiungendo la posizione numero 17 tra gli album più venduti del 2006. In seguito al successo della raccolta fu ideato il progetto 12 Singles: Collection, per il quale la cantante incise 12 singoli in 12 settimane. Seguì il secondo best album, Best: Second Session, che vendette oltre un milione e 700 000 copie.
L'album Black Cherry, uscito nel dicembre 2006, vendette 802 000 copie e fu il primo album realizzato da una donna a rimanere per quattro settimane al vertice della classifica Oricon.
Nel 2009 uscirono il settimo album, Trick, il primo remix album intitolato Driving Hit's, e tre singoli.

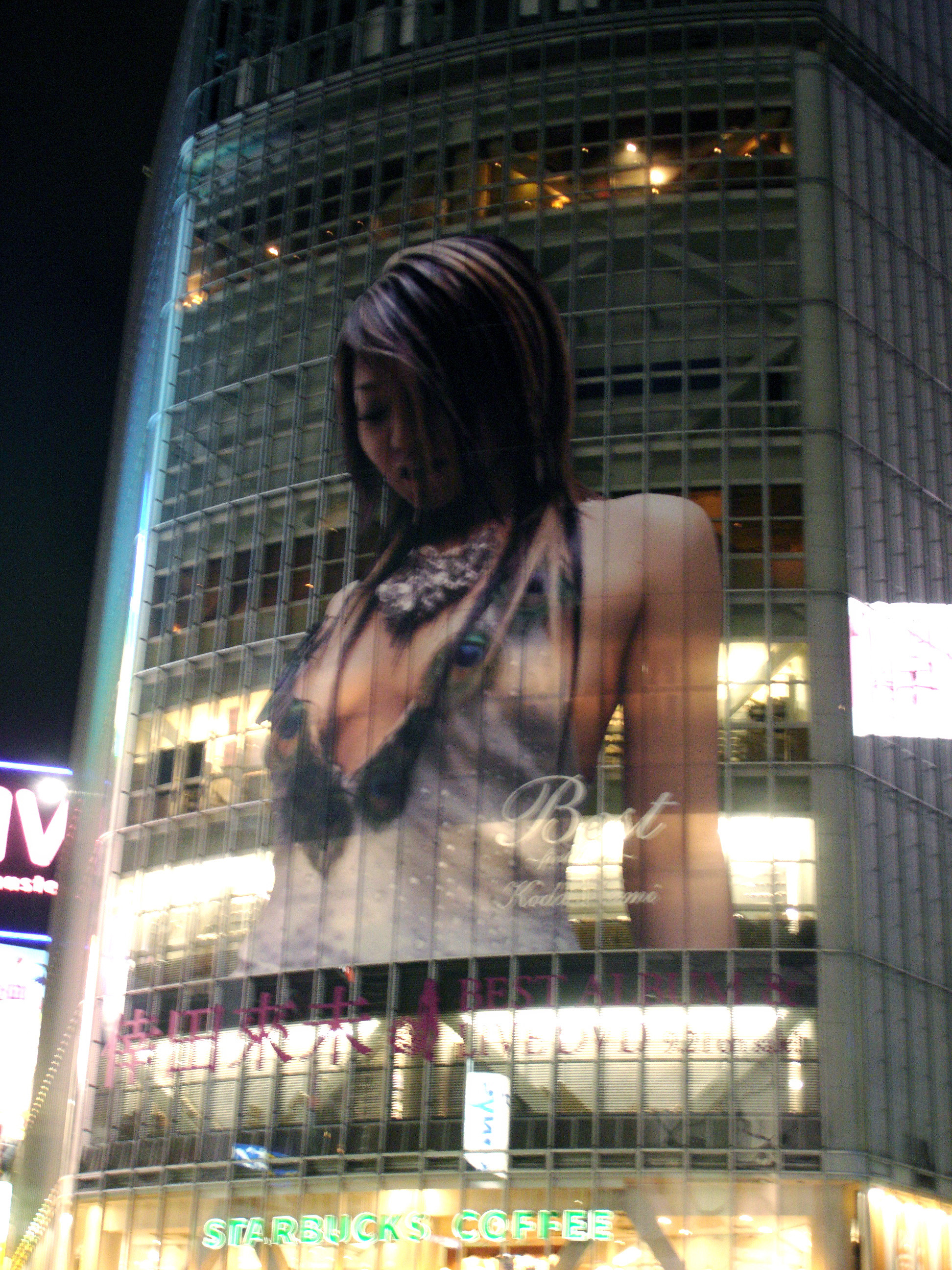
Cartellone pubblicitario raffigurante Koda Kumi

Nel 2010 ha fatto uscire Universe, un doppio CD contenente un best of e un nuovo album ed Eternity: Love & Songs un album fatto di cover di canzoni giapponesi di successo degli anni passati.
Mentre nel 2011 è uscito Dejavu il suo 9º album da studio.
Nei primi giorni di dicembre 2011 il sito ufficiale di Koda Kumi ha annunciato la tracklist per il nuovo album: Japonesque e la sua uscita, prevista per il 1º febbraio 2012 in 4 versioni: CD, CD+DVD, CD+2DVD e CD+book fotografico. Nello stesso periodo annuncia il suo matrimonio con Kenji03, cantante dei Back On e, poco dopo, la sua gravidanza. Il 18 luglio 2012 Koda Kumi scrive un messaggio sul sito ufficiale, dicendo di aver dato alla luce un maschio.

## Altre attività
Koda Kumi è anche una modella ed ha sfilato per Christian Dior. Nel 2007 nell'edizione CD + 2 DVD del suo album Black Cherry viene inserito un drama che la vede come protagonista affiancata da altre due note attrici giapponesi. Ispirato dal più famoso film Charlie's Angels, Cherry Girl utilizza come colonna sonora le canzoni contenute nello stesso album. Alcuni anni dopo, Koda Kumi appare come guest star e come cameo in alcuni drama. Per promuovere l'uscita del suo secondo cover album, Color the Cover, nel 2013 sulla piattaforma giapponese UULA viene rilasciato un cortometraggio che la vede nuovamente come protagonista. Il video vince ai Short Shorts Film Festival & Asia 2013. Nel 2006 esce il suo primo libro, a cui seguiranno poi alcuni photobook ed altri due libri sulla cura del corpo.
Oltre all'attività di cantante e attrice ha anche lanciato la propria linea (di enorme successo) di lenti a contatto e nel 2014 la sua linea di profumi Nude Note: in roll, spray, crema per il corpo e un'edizione speciale di ammorbidenti per vestiti infusi delle sue più amate fragranze. Parallelamente a queste sue attività ha anche iniziato ad occuparsi di moda, dando un occhio di riguardo ed in un'impronta più accattivante alla sua immagine e al suo stile, iniziando addirittura a vendere dei veri e propri capi d'abbigliamento da lei creati come goods durante i suoi live tour.

## Discografia

### Album in studio
- 2002 - Affection
- 2003 - Grow into One
- 2004 - Feel My Mind
- 2005 - Secret
- 2006 - Black Cherry
- 2008 - Kingdom
- 2009 - Trick
- 2010 - Universe
- 2010 - Eternity: Love & Songs
- 2011 - Dejavu
- 2012 - Japonesque
- 2013 - Color the Cover
- 2014 - Bon Voyage
- 2015 - Walk of My Life
- 2017 - W Face: Inside/Outside
- 2018 - And
- 2018 - DNA

### Album dal vivo
- 2015 - 15th Anniversary Live Tour 2015 ~Walk Of My Life~
- 2016 - Live Tour 2016 ~Best Single Collection~
- 2017 - Live Tour 2017 -W Face-

### Raccolte
- 2005 - Best: First Things
- 2006 - Best: Second Session
- 2007 - Best: Bounce & Lovers
- 2009 - Out Works & Collaboration Best
- 2010 - Best: Third Universe
- 2013 - Summer Single Collection
- 2013 - Winter Single Colletcion
- 2014 - Happy Love Song Collection
- 2015 - Summer of Love
- 2016 - Winter of Love